# بيل غافين
بيل غافين (بالإنجليزية: Bill Gavin)‏ هو مقدم برامج إذاعية أمريكي، ولد في 6 نوفمبر 1907، وتوفي في 27 يناير 1985.